# Lý Học
Lý Học là một xã thuộc huyện Vĩnh Bảo, thành phố Hải Phòng, Việt Nam.

## Địa lý
Xã Lý Học nằm ở phía đông huyện Vĩnh Bảo, ở hữu ngạn sông Thái Bình và có vị trí địa lý:
- Phía đông giáp xã Tam Cường và xã Hòa Bình
- Phía tây giáp xã Liên Am
- Phía nam giáp xã Cao Minh và xã Tam Cường
- Phía bắc giáp huyện Tiên Lãng với ranh giới là sông Thái Bình.

Xã Lý Học có diện tích 5,16 km², dân số năm 1999 là 5.038 người, mật độ dân số đạt 976 người/km².
Đất đai của xã do phù sa hai con sông lớn là sông Thái Bình và sông Hóa bồi đắp thành.

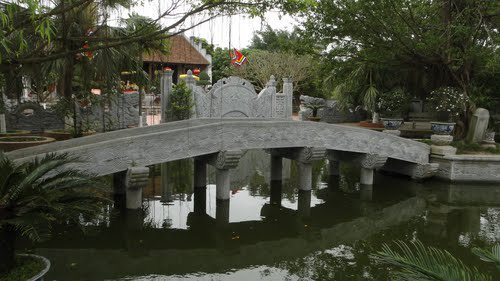
Đền thờ Trạng Trình

## Lịch sử
Mảnh đất xã Lý Học ngày nay có từ cuối thời nhà Trần thuộc huyện Đồng Lợi, châu Đông Triều, phủ lộ Tân Hưng. Đến thời kỳ nhà Minh (1407–1427) đô hộ, huyện Đồng Lợi thuộc địa bàn phủ Tân An (Tân Yên). Thời Quang Thuận (1460–1469) mảnh đất nơi đây thuộc huyện Vĩnh Lại, phủ Hạ Hồng thừa tuyên Nam Sách, sau đổi thành thừa tuyên, xứ, rồi trấn Hải Dương. Từ năm 1838 thuộc tổng Thượng Am, huyện Vĩnh Bảo, tỉnh Hải Dương. Từ cuối 1952, huyện Vĩnh Bảo cắt về tỉnh Kiến An. . Từ cuối năm 1962 tỉnh Kiến An và thành phố Hải Phòng hợp nhất.
Hương Trung Am xưa thuộc trang Úm Mạt (tên Nôm là Mét), sau 1945 thuộc xã Lý Học và mảnh đất nơi đây là quê hương của Trạng trình Nguyễn Bỉnh Khiêm. Quần thể di tích đền thờ trạng Trình đã được xếp hạng di tích quốc gia đặc biệt theo Quyết định 2367/QĐ-TTg năm 2015 ngày 23/12/2015.

## Hành chính
Xã Lý Học được chia thành 3 thôn: Lạng Am (tên cũ là Lãng Am), Trung Am, Tiền Am.

## Đặc sản
Đặc sản nổi tiếng nhất của Lý Học là thuốc lào. Cây thuốc lào ở đây được đánh giá cao về chất lượng, mùi thơm cũng như hương vị, được coi là một trong những vùng đất sản xuất thuốc lào tốt nhất Việt Nam.

## Quần thể di tích đền thờ trạng Trình
Khu di tích Trạng Trình Nguyễn Bỉnh Khiêm gồm 9 hạng mục: tháp bút Kình Thiên; đền thờ dựng sau khi cụ mất (1585) và được tu tạo nhiều lần, nay với ba gian tiền đường, hai gian hậu cung, phía trước có hai hồ nước tượng trưng cho trời và đất, bức hoành phi trong đền ghi 4 chữ "An Nam Lý Học"; nhà trưng bày thân thế và sự nghiệp của Nguyễn Bỉnh Khiêm; phần mộ cụ thân sinh ở phía sau đền; tượng Nguyễn Bỉnh Khiêm bằng đá cao 5,7m, nặng 8,5 tấn; hồ bán nguyệt rộng khoảng 1.000m²; chùa Song Mai; Nhà Tổ có tượng thờ bà Minh Nguyệt, vợ của Nguyễn Bỉnh Khiêm và Quán Trung Tân, nơi lưu giữ quan niệm mới về chữ "Trung" hướng lòng theo "chí trung chí thiện".

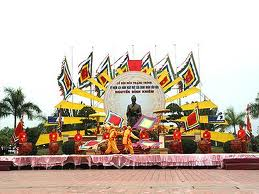
Lễ hội Trạng Trình
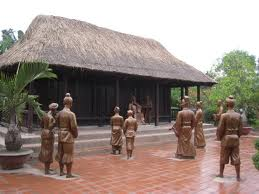
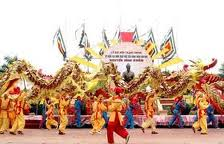
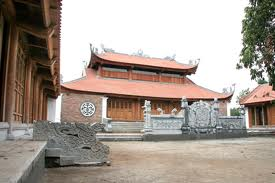
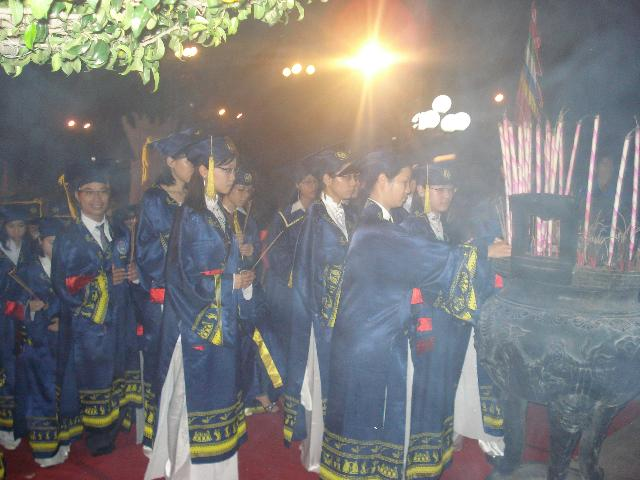
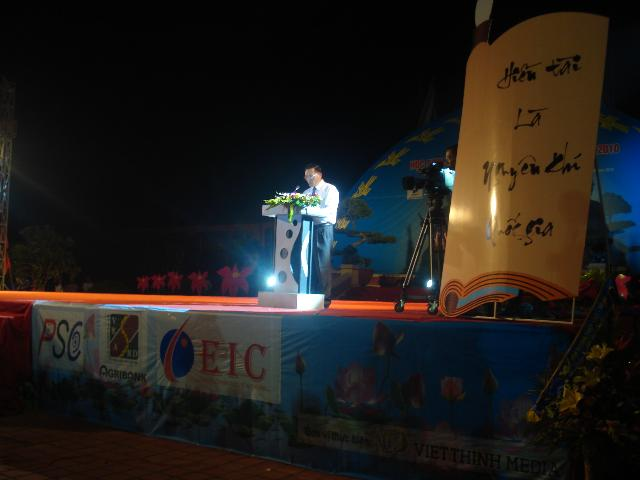

## Hình ảnh

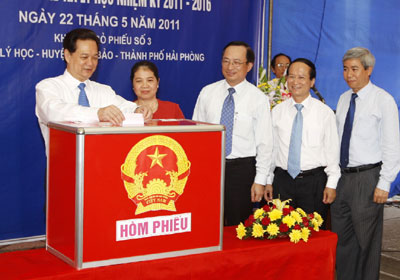
Thủ tướng Nguyễn Tấn Dũng bỏ phiếu tại xã Lý Học